# Річард Вінтерс
Річард Д. (Дік) Вінтерс (англ. Richard D. (Dick) Winters; 21 січня 1918, Нью-Голланд — 2 січня 2011, Кемпбеллтаун) — американський офіцер, учасник Другої світової війни у складі 2-го батальйону 506-го парашутно-десантного полку 101-ї повітряно-десантної дивізії. У військовій історії США отримав визнання як командувач хрестоматійною малою операцією при маєтку Брекур. Широку популярність здобув завдяки телесеріалу «Брати по зброї».

## Біографія
Річард Вінтерс народився 21 січня 1918 року у містечку Нью-Голланд, штат Пенсільванія, в сім'ї Річарда і Едіт Вінтерс. У восьмирічному віці разом з родиною він переїхав до сусіднього Ланкастер. У 1937 році Річард закінчив середню школу і вступив в Коледж Франкліна і Маршала.
Під час навчання в коледжі Річард був членом студентського братства «Дельта Сігма Фі» (ΔΣΦ). Він активно займався кількома видами спорту, але пізніше змушений був залишити їх через навчання і роботу, яка була йому необхідна для оплати навчання в коледжі. У 1941 році Вінтерс закінчив бізнес-коледж з високими підсумковими оцінками, після чого записався добровольцем в армію.
Вінтерс вступив на армійську службу 25 серпня 1941 року. У вересні він пройшов курс базової підготовки в Камп Крофт, Південна Кароліна. Після закінчення навчання він був залишений інструктором з підготовки нових добровольців і призовників в Камп Крофт, тоді як решта його батальйону була відправлена в Панаму. У квітні 1942 року Вінтерс увійшов в число кандидатів на офіцерську посаду, що відправилися на навчання у Форт-Беннінг, Флорида. Там він познайомився з майбутнім другом Льюїсом Ніксоном, разом з яким прослужив до кінця війни. У липні вони закінчили навчання, отримавши звання другого лейтенанта.
Вінтерс хотів продовжити службу в Повітряно-десантних військах, але на той момент вакансій не було. Тому він був змушений повернутися в Камп-Крофт на свою колишню посаду інструктора. Однак через п'ять тижнів Річард був направлений в 506-й парашутно-десантний полк, що базувався у таборі Токкоа, штат Джорджія. У серпні Вінтерс прибув на місце і був зарахований в роту «E» («Easy») 2-го батальйону, якою командував лейтенант (пізніше капітан) Герберт Собел. Спочатку Річард командував 2-ю чотою, потім в жовтні 1942 року був підвищений до першого лейтенанта і призначений заступником командира (executive officer або XO) роти. 506-й полк був експериментальним підрозділом і першим, що спочатку був сформований як повітряно-десантний. Підготовка у відносно новому для США роді військ була жорсткою і лише третина солдатів і офіцерів пройшли її успішно. У червні 1943 року полк увійшов до складу 101-ї повітряно-десантної дивізії, яка пізніше була відправлена в Англію.
15 вересня 1943 року особовий склад 101-ї повітряно-десантної дивізії був морем доставлений у Ліверпуль, Англія. Рота «E» була розквартирована в Олдборні, графство Вілтшир, де потім почала підготовку до висадки на материк.
На початку зими між Вінтерсом і командиром роти, капітаном Собелом розгорівся конфлікт, причиною якого був високий авторитет першого серед солдатів. Ситуація вийшла з-під контролю після спроби Собела притягнути Вінтерса до відповідальності за нібито невиконаний наказ. Відчуваючи свою правоту, Вінтерс зажадав розслідування обставин справи військовим трибуналом. Командир батальйону відхилив скаргу Собела, однак після повторного звернення Вінтерс був переведений в штаб на час розслідування, де він зайняв посаду відповідального за харчування батальйону офіцера.
В цей же час група незадоволених Собелом унтер-офіцерів поставила командиру батальйону, полковнику Роберту Сінку, ультиматум: або він звільняє Собела з посади командира роти, або понижує їх у званні до рядових. Сінк негайно їх розжалував або перевів в інші роти, але в той же час зрозумів, що невдоволення особового складу роти «E» своїм командиром має об'єктивні причини. Собел був призначений начальником тільки що сформованої парашутної школи. З Вінтерса всі звинувачення були зняті, його повернули в роту, і він зайняв посаду командира 1-ї роти. У лютому 1944 року перший лейтенант Томас Міхен був призначений новим командиром роти.
Пізніше, попри особисту антипатію, Вінтерс визнав, що своєю хорошою підготовкою рота зобов'язана саме Собелу.
Міхен залишався на чолі роти до початку висадки в Нормандії, коли близько 1:15 ночі 6 червня 1944 року літак C-47, на якому перебувало командування роти «E» був збитий зенітним вогнем із землі. Всі, хто знаходилися на борту (в тому числі й Міхен) загинули. Сам Вінтерс успішно приземлився поблизу містечка Сен-Мер-Егліз, але під час стрибка втратив зброю і частину амуніції. Йому вдалося зібрати кілька десантників зі складу своєї і 82-ї десантної дивізії, і приступити до виконання завдань в околицях комуни Сент-Марі-дю-Мон. Таким чином, не знаючи про долю Міхена, Вінтерс став «де-факто» командиром роти «E».
Вдень 6 червня 1944 року Вінтерс очолив атаку на батарею 105-міліметрових німецьких гаубиць, яка обстрілювала пляж Юта. Річард, маючи під своїм керівництвом 13 осіб, проти півсотні німців на укріплених позиціях, з мінімальними втратами знищив артилерійські розрахунки один за одним. Ця операція увійшла в історію як Бій при маєтку Брекур і досі викладається в Вест-Пойнті як приклад вмілої атаки малого тактичного об'єднання на стаціонарні позиції ворога. Парашутистам також вдалося захопити цінну карту з вказаним розташуванням інших батарей у районі.
1 липня Вінтерс був підвищений до капітана, на наступний день Омар Бредлі вручив йому Хрест «За видатні заслуги». Річард був рекомендований до нагородження Медаллю Пошани, але нагорода мала ліміт на одну дивізію, і пріоритет отримав загиблий підполковник Роберт Коул. Незабаром після цього 506-й полк був відкликаний з Франції і повернувся в Олдборн для реорганізації і поповнення особовим складом.
У вересні 1944 року 506-й парашутно-десантний полк взяв участь в операції «Маркет-Гарден». 5 жовтня 1944 року німці атакували фланг 2-го батальйону і були близькі до того, щоб прорвати оборону американців. У той же самий час 4 бійці зі складу патруля роти «E» були поранені. Повернувшись на командний пункт роти вони доповіли, що виявили велику групу німців на перехресті приблизно в 1200 метрах на схід від КП. Розуміючи серйозність ситуації, Вінтерс, узявши одне відділення зі складу 1-ї чоти, вирушив у бік перехрестя. Там він виявив німецький кулеметний розрахунок, який вів вогонь на південь, у бік штабу батальйону. Відділення Вінтерса атакувало розрахунок. Практично відразу після захоплення позиції, відділення потрапило під вогонь німців. Оцінивши чисельність ворожих сил в одну чоту піхоти, Вінтерс викликав як підкріплення іншу частину 1-ї роти. Після закінчення бою виявилося, що німців було більше ніж 300.
9 жовтня Вінтерс був призначений заступником командира батальйону. Попри те, що цю посаду в американській армії займав офіцер зі званням майора, Вінтерс залишився капітаном.
16 грудня 1944 року німці почали наступ в Арденнах, Бельгія. 18 грудня 101-та повітряно-десантна дивізія була перекинута в околиці Бастоні. Все ще залишаючись виконавчим офіцером 2-го батальйону, Вінтерс брав участь в обороні північно-східної частини Бастоні, поблизу містечка Фой. 101-ша повітряно-десантна дивізія і деякі частини 10-ї бронетанкової дивізії армії США вели оборонні бої проти 15 німецьких дивізій, які мали підтримку важкої артилерії і бронетехніки. Через тиждень 3-я американська армія деблокувала Бастонь. Після деблокади 2-й батальйон брав участь у захопленні містечка Фой, поблизу якого він тримав оборону в кінці грудня.
8 березня 1945 року, коли 2-й батальйон знаходився в Аґено, Вінтерс був підвищений до майора. Незабаром після цього він став командиром 2-го батальйону, оскільки підполковник Стрейєр був переведений в штаб полку. Починаючи з цього моменту батальйон Вінтерса не брав участь у великих битвах.
У квітні батальйон тримав оборону на березі Рейну, і пізніше був перекинутий в Баварію. На початку травня 101-ша повітряно-десантна дивізія захопила Берхтесгаден, поблизу якого розташовувалася резиденція Гітлера Берґгоф. 8 травня, там само, в Берхтесгадені, батальйон Вінтерса зустрів закінчення війни.
Після закінчення бойових дій Вінтерс ніс окупаційну службу в складі американських військ до того моменту, поки не почався процес їх демобілізації. 4 листопада 1945 року він відплив в США на борту корабля Вустер Вікторі. 29 листопада він звільнився з лав Збройних сил США, хоча формально Вінтерс був демобілізований тільки 22 січня 1946 року.
Після повернення до цивільного життя, Вінтерс працював у фірмі Nixon Nitration Works of Edison в Едісоні, Нью-Джерсі, якою володіла сім'я давнього друга і товариша по службі Річарда, Льюїса Ніксона. До 1950 року Вінтерс дослужився до посади генерального менеджера компанії. Скориставшись пільгами, які надавалися звільненим з військової служби, він продовжив свою освіту і відвідував курси з управління персоналом в Рутгерському університеті. У 1948 році Вінтерс одружився з Етель Естоппі, пізніше у них народилися син і дочка.
Під час Корейської війни в червні 1951 року Вінтерс знову був призваний до армії.
Він отримав призначення в 11-ту повітряно-десантну дивізію, розквартировану в Форт Кемпбелл (штат Кентуккі). Вінтерс поїхав у Вашингтон, до генерала Ентоні Маколіффа, де спробував пояснити, що його бойова кар'єра закінчена і він не хоче їхати в Корею. Маколіфф зрозумів його позицію, але зауважив, що він потрібен армії, як досвідчений командир. Тим не менш, після цієї зустрічі Вінтерс був переведений в Форт-Дікс (штат Нью-Джерсі), де він займався підготовкою офіцерів.
Під час служби в Форт-Діксі Вінтерс зрозумів, що він не хоче навчати новобранців, які порушували дисципліну і не відвідували заняття. Тому він попросив перевести його в школу рейнджерів. Через деякий час Вінтерс отримав наказ прибути в Сієтл для того, щоб потім вирушити до Кореї, але під час підготовки йому випала можливість піти у відставку, чим він і скористався.

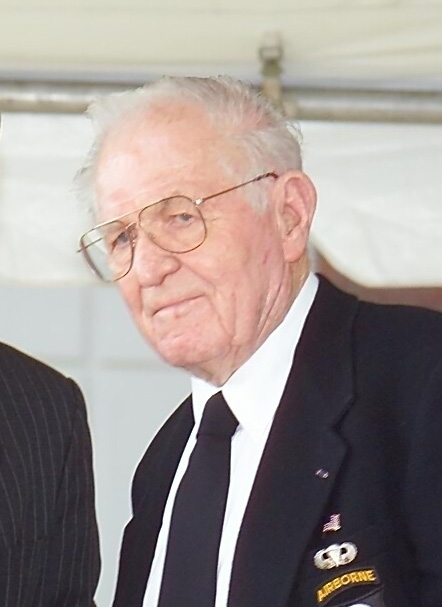
Вінтерс у 2004 році

Після другого звільнення з армії Вінтерс став керівником заводу з виробництва клею в Нью-Брансвік, Нью-Джерсі.
У 1951 році Вінтерс купив невелику ферму в штаті Пенсильванія, куди пізніше він перевіз свою родину. У 1972 році він заснував свою власну компанію з продажу корму для тварин фермерам штатів Пенсільванія і Меріленд. Через деякий час Вінтерс уклав вигідний контракт з The Hershey Company, згідно з яким його фірма займалася перероблюванням харчових відходів фабрики в корм для тварин. Незабаром разом з сім'єю він переїхав в Херші; у 1997 році Річард вийшов на пенсію.
На рубежі століть вийшло кілька книг і телепередач, героями яких були рота Вінтерса і він сам. Почалось все з книги історика Стівена Емброуза Band of Brothers: Easy Company, 506th Regiment, 101st Airborne from Normandy to Hitler's Eagle's Nest, яку він написав у 1992 році. У 2001 році на телеекрани вийшов знятий по цій книзі серіал «Брати по зброї» від авторів «Врятувати рядового Раяна». Роль Вінтерса була центральною, її виконав Деміен Льюїс. «Брати по зброї» отримали «Золотий глобус» і «Еммі» як найкращий мінісеріал. У 2006 році Річард випустив автобіографію, він також прочитав ряд лекцій у Вест-Пойнті. На хвилі популярності громадськість вимагала вручити Вінтерсу Медаль Пошани, але при його житті це так і не було зроблено. Останні роки він страждав від хвороби Паркінсона. 2 січня 2011 року ветеран помер близько Кемпбеллтауна, через кілька днів його поховали поруч з батьками на кладовищі Іфрейти (Пенсильванія).

## Нагороди та відзнаки
|                                               | Хрест «За видатні заслуги»                      |
| Бронзова Зірка (США)                          | Бронзова зірка з Дубовим листям                 |
| Пурпурове серце (США)                         | Пурпурове серце                                 |
|                                               | Президентська відзнака частині з Дубовим листям |
| Медаль «За службу національній обороні» (США) | Медаль за службу національній обороні           |
|                                               | Значок бойового піхотинця                       |